# Казе Капојацо I (Потенца)
Казе Капојацо I (итал. Case Capoiazzo I) је насеље у Италији у округу Потенца, региону Базиликата.
Према процени из 2011. у насељу је живело 114 становника. Насеље се налази на надморској висини од 1003 м.